# Rinspeed sQuba
La Rinspeed sQuba est une voiture suisse amphibie capable de plonger jusqu'à 10 mètres de profondeur à une vitesse de 3 km/h.